# Mário Sabino
Mário Sabino Júnior (Bauru, 23 de septiembre de 1972-Bauru, 25 de octubre de 2019) fue un deportista brasileño que compitió en judo.

## Palmarés internacional
Ganó una medalla en el Campeonato Mundial de Judo de 2003 y tres medallas en el Campeonato Panamericano de Judo entre los años 2003 y 2006. En los Juegos Panamericanos de 2003 consiguió una medalla de oro.
| Campeonato Mundial      | Campeonato Mundial              | Campeonato Mundial | Campeonato Mundial |
| Año                     | Lugar                           | Medalla            | Categoría          |
| ----------------------- | ------------------------------- | ------------------ | ------------------ |
| 2003                    | Osaka (Japón)                   | Medalla de bronce  | –100 kg            |
| Juegos Panamericanos    |                                 |                    |                    |
| Año                     | Lugar                           | Medalla            | Categoría          |
| 2003                    | Santo Domingo (Rep. Dominicana) | Medalla de oro     | –100 kg            |
| Campeonato Panamericano |                                 |                    |                    |
| Año                     | Lugar                           | Medalla            | Categoría          |
| 2003                    | Salvador (Brasil)               | Medalla de oro     | –100 kg            |
| 2004                    | Isla de Margarita (Venezuela)   | Medalla de plata   | –100 kg            |
| 2006                    | Buenos Aires (Argentina)        | Medalla de plata   | –100 kg            |

## Fallecimiento
Murió tiroteado por su compañero de trabajo. Los dos, miembros de la Policía Militarizada de Sao Paulo, tuvieron una discusión. Su compañero, Agnaldo Rodrigues, le disparó y después se suicidó. Los cuerpos de los dos policías se hallaron sin vida la noche del viernes 25 de octubre del 2019 en una calle aledaña a una avenida del barrio de Bauru, São Paulo.